# Premio a la Efectividad en la Batalla
El Premio a la Efectividad en la Batalla (anteriormente Premio a la Eficiencia en la Batalla, comúnmente conocido como Batalla "E" ), es otorgado anualmente a un número pequeño de barcos, submarinos, aviones y otras unidades de combate de la Armada de los Estados Unidos gracias a su efectividad en la batalla.

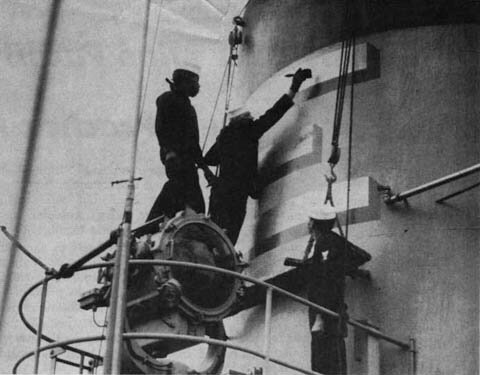
Los miembros de la tripulación pintan una "E" dorada en la pila del

El criterio para el premio es la preparación general del comando para llevar a cabo diversas misiones evaluadas en tiempos de guerra durante un año entero. La competencia por el premio es, y siempre ha sido, muy intensa. Para ganar, un barco, escuadrón de aviación o cualquier otra unidad militar debe demostrar el máyor rango posible de preparación para la batalla.
El Premio a la eficacia en la batalla reconoce el desempeño sostenido, rápido y ganador mientras se despliegan operaciones militares.  Para ser considerado un candidato a la Batalla "E", un comando debe ganar un mínimo de cuatro de los seis premios a la Excelencia en Comando y ser nominado por su superior al mando inmediato.  La elegibilidad para el premio implica la excelencia, además de logros superiores durante las certificaciones y calificaciones realizadas a lo largo del año. Existen hasta 16 áreas distintas en la consideración para ganar la competencia; como por ejemplo, la actuación de un comando durante los ejercicios de entrenamiento, el mantenimiento diario de las armas y los exámenes de preparación táctica.

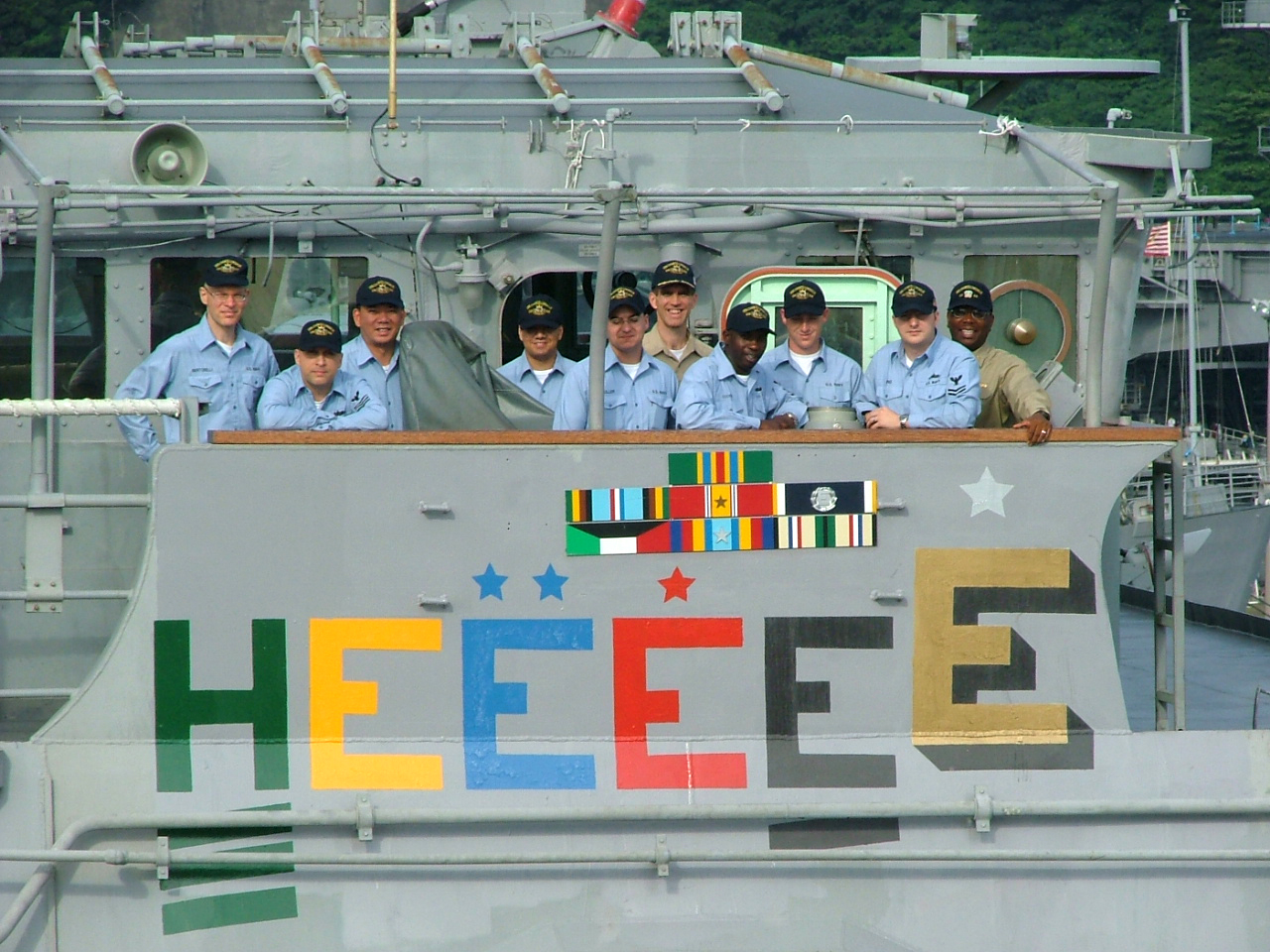
Miembros de la tripulación a bordo del crucero de misiles guiados se reúnen en el ala del puente del barco para admirar la pintura de una "E" dorada. La H pintada de verde es para el Premio Unidad de Salud y Bienestar de la Fuerza

Los barcos que ganan una competencia están autorizados a pintar una "E" blanca con sombras negras en las alas del puente o en otra zona visible para mostrar evidencia del honor recibido. Los escuadrones de la Fuerza Aérea pintarán la insignia del mismo color o simplemente una "E" negra en al menos uno de sus aviones (a menudo el avión del oficial al mando). También se puede mostrar en carteles, como en el hangar de un escuadrón. Debido a que la Marina de los EE. UU. ya no pinta números de casco, nombres de embarcaciones u otras marcas identificativas en su flota de submarinos, los que sean condecorados con el Battle "E" lo mostrarán temporalmente, en el casco y en un tablero con el nombre de la embarcación, durante eventos únicos como un cambio de mando.
Para cada competencia consecutiva ganada, el barco, escuadrón de aviación u otro comando pinta una línea en ángulo, o marca, debajo de la "E" de color blanco. Los ganadores de cinco "E" consecutivas (algo que muy rara vez sucede) reemplazarán la "E" blanca y las marcas con una "E" dorada y una estrella plateada encima. Toda marca se eliminarán el año en que el comando no logre ganar el premio.
Todo el personal de barcos, escuadrones de aviación y otras unidades que ganen el premio estarán autorizados a usar la Cinta "E" de la Armada y el Dispositivo de Batalla "E". Antes de 1976, el personal de la Marina con nivel salarial E-6 o inferior llevaba una pequeña tela con una "E" en las mangas, con marcas y colores correspondientes a su barco o unidad. A excepción de los oficiales, los suboficiales principales y todo el personal de la Infantería de Marina, los cuales no llevarán nada.
La última revisión del Manual de Entrenamiento de Fuerzas de la Superficie (SURFORTRAMAN) ha cambiado el nombre del Premio de la Eficiencia a la Eficacia en batalla para los barcos COMNAVSURFOR. 

## Premios a la excelencia en el mando

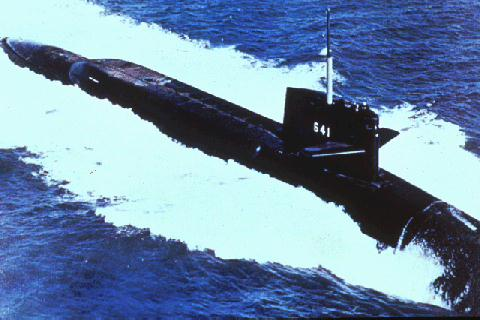
USS Simon Bolivar (SSBN-641) galardonado con la Batalla "E" como submarino nuclear por los misiles balísticos más excepcionales en 1974, 1975 y 1976

Además del Battle "E", los premios CEA (Command Excellence Awards) obtenidos por un barco participante estarán pintados y exhibidos en el lado de babor y estribor del mismo, detrás del Battle "E". Ellos son:
- Black "E" = Premio a la excelencia en guerra marítima/defensa (barcos de superficie); Excelencia en mantenimiento de aeronaves (portaaviones)
- Red "E" = Premio a la excelencia en ingeniería/supervivencia
- Green "E" = Premio a la excelencia en comando y control
- Green "H" = Premio a la excelencia (médica) en salud y bienestar
- Azul "E" = Premio a la Excelencia en Gestión Logística
- Yellow "E" = Comandante, Premio a la seguridad de los buques de las Fuerzas Navales de Superficie (CNSF)
- Púrpura "E" = Premio a la Excelencia en Eficiencia

Las unidades de aviación también podrán exhibir premios exclusivos en sus aviones o en sus bases aéres en tierra. Estos premios a la excelencia en comando son:
- Black "A" = Premio a la Excelencia en Guerra Antisubmarina Aerotransportada
- Black "S" = Premio a la excelencia en seguridad de la aviación